# Tomáš Pospěch

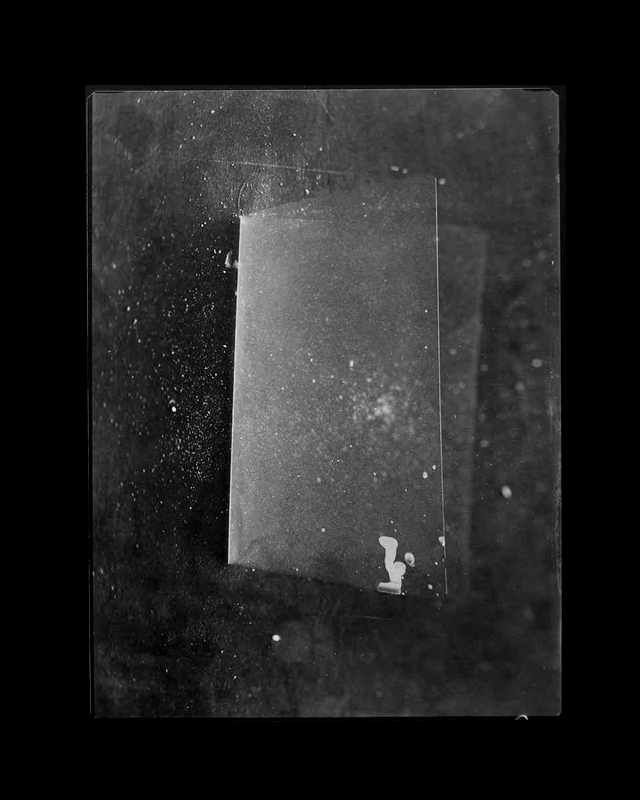
Tomáš Pospěch: Fotografie, 1995-1999

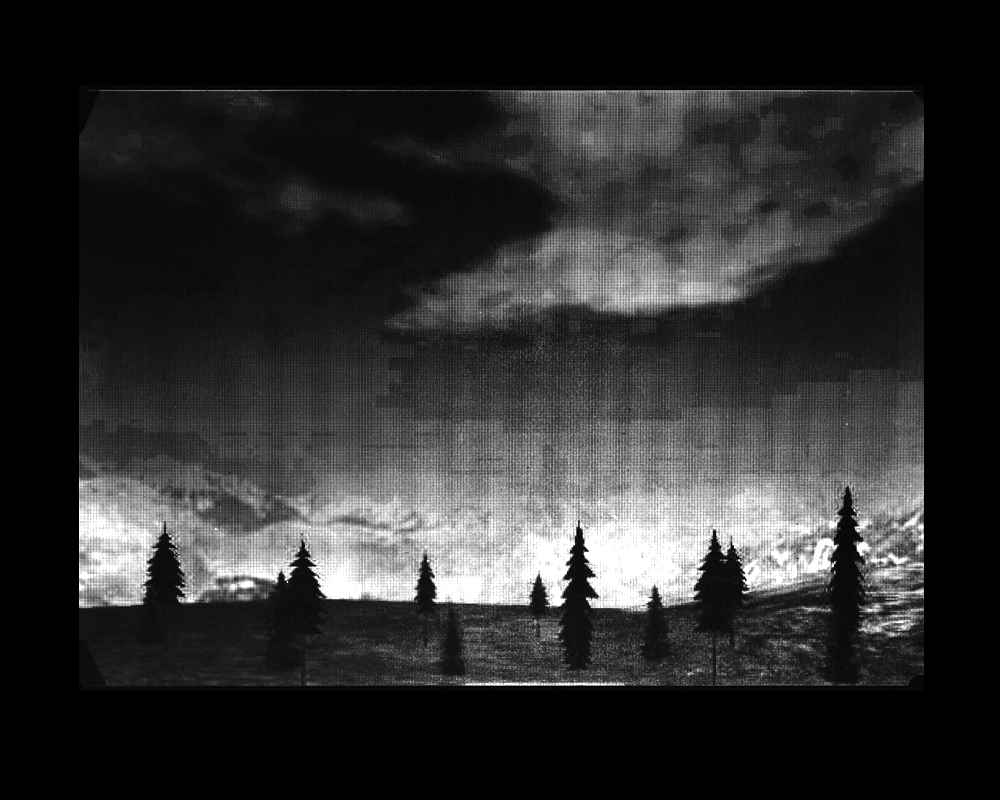
Tomáš Pospěch: Krajinky.jpg, 2002-2005

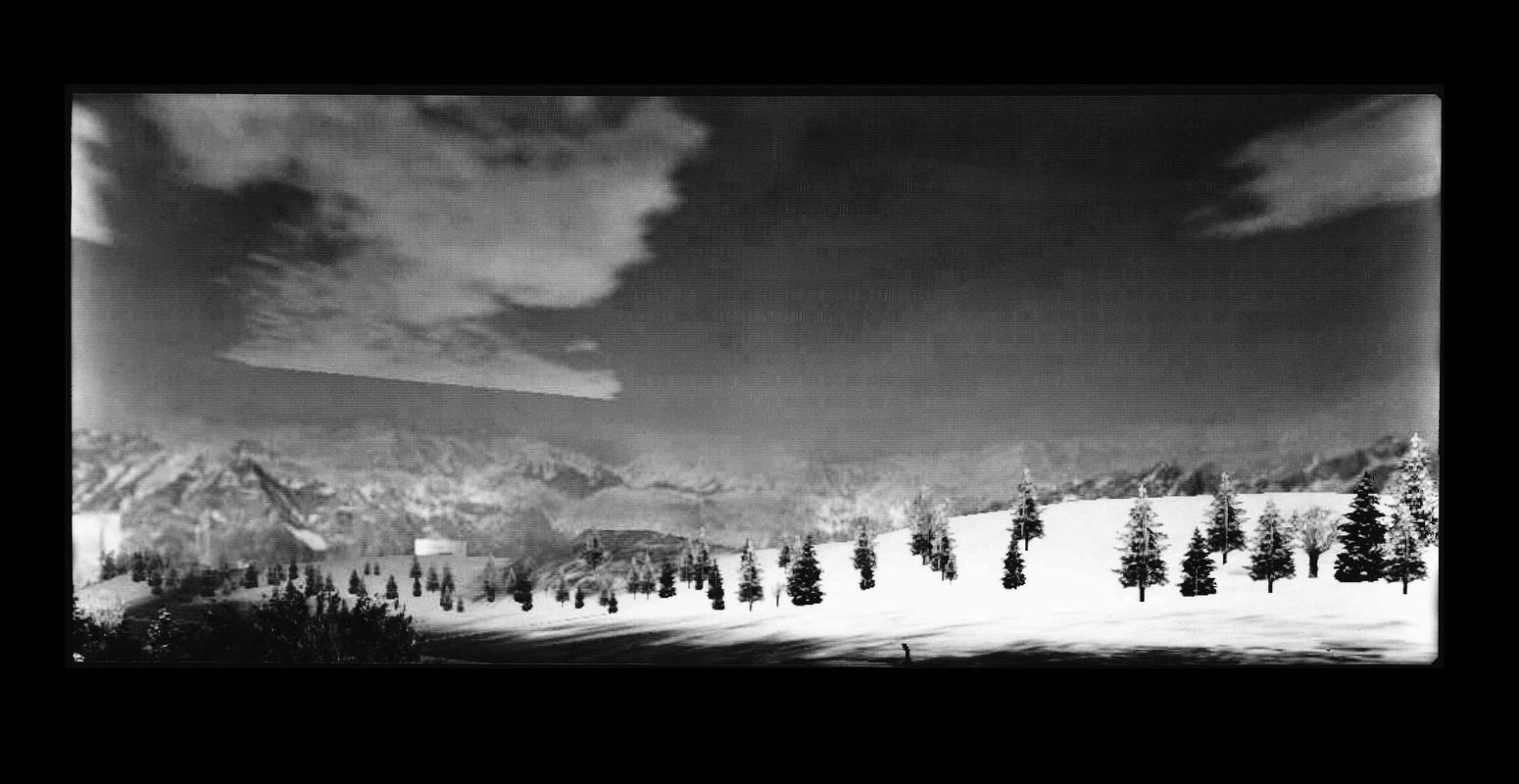
Tomáš Pospěch: Krajinky.jpg, 2002-2005

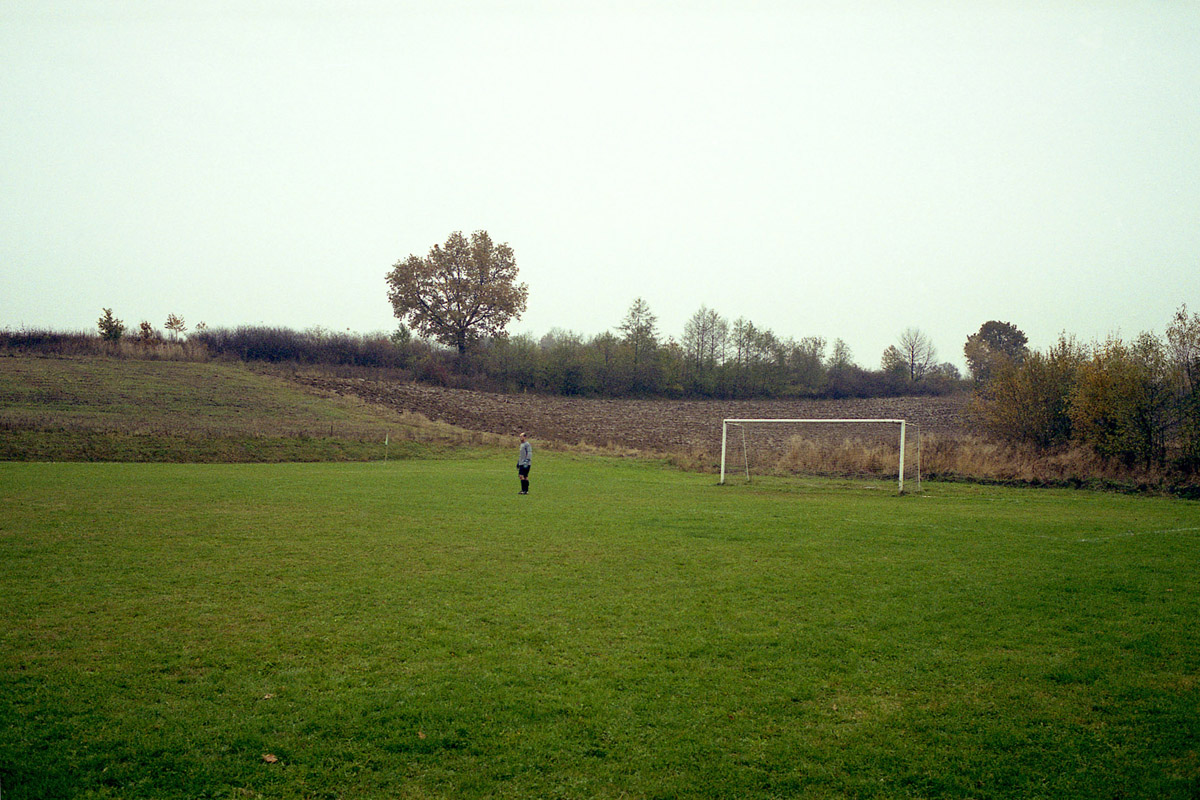
Tomáš Pospěch: Bezúčelná procházka, 2004-2008

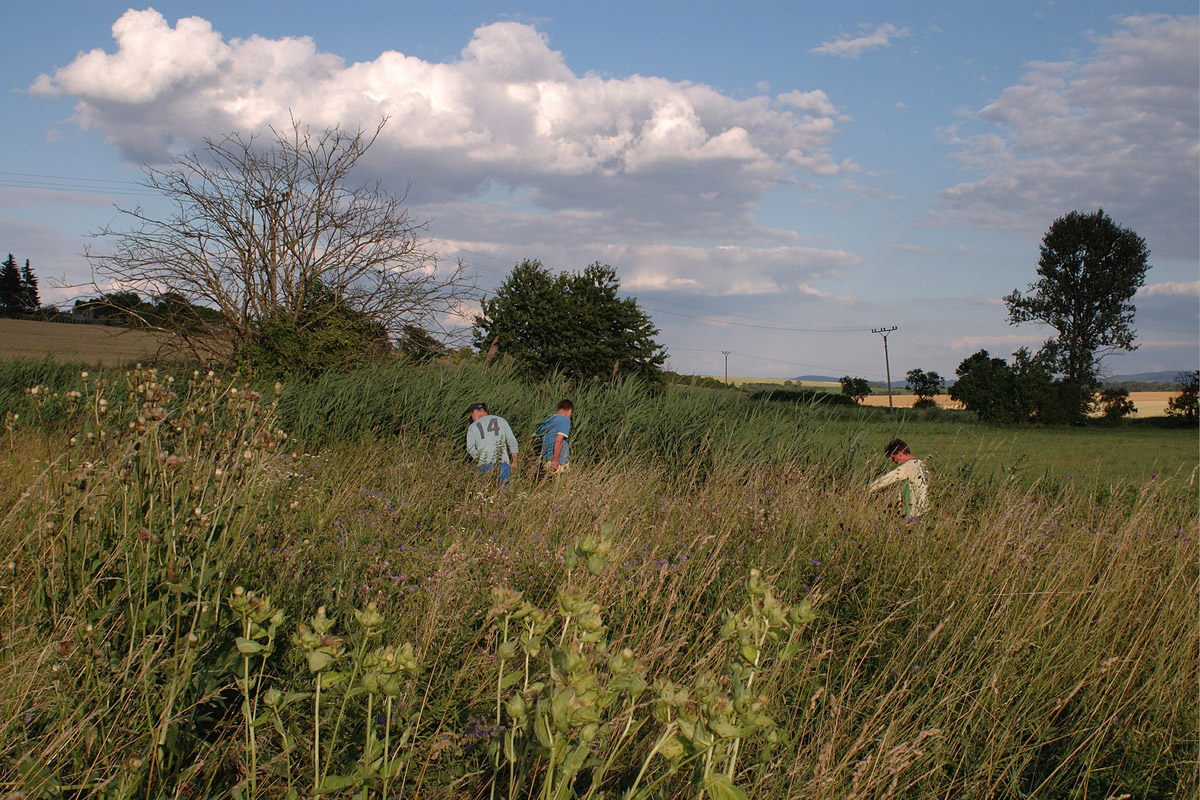
Tomáš Pospěch: Bezúčelná procházka, 2004-2008

Tomáš Pospěch (* 31. července 1974 Hranice) je český fotograf, historik umění, publicista, kurátor, vysokoškolský pedagog a nakladatel. 

## Život
Žije v Praze a v Hranicích. Vystudoval Institut tvůrčí fotografie při Slezské univerzitě v Opavě (1992–1998), dějiny umění na Filozofické fakultě Univerzity Palackého v Olomouci (1992–1995) a na Filozofické fakultě Univerzity Karlovy v Praze (1995–1999). Od roku 1997 je zaměstnán jako pedagog na Institutu tvůrčí fotografie Slezské univerzity v Opavě a v letech 1997–2007 působil rovněž na Fakultě multimediálních komunikací Univerzity Tomáše Bati ve Zlíně. Je také kurátorem sbírky fotografie Uměleckoprůmyslového muzea v Praze.

## Publikační a kurátorská činnost
Jako historik umění se zaměřuje se především na fotografii a současné výtvarné umění střední Evropy. Je autorem více než dvaceti knih, například monografií Vladimíra Birguse, Jindřicha Štreita, o současné slovenské dokumentární fotografii (Slovensko) nebo antologie textů Česká fotografie 1938-2000 v recenzích textech, dokumentech (2010), spoluautorem výstav a knih Česká fotografie 80. a 90. let 20. století (Olomouc, 2002), Viktor Kolář (Kant, 2010) nebo Tenkrát na Východě, Češi očima fotografů 1948-1989 (Kant, 2009), podílel se na vytváření hesel do encyklopedie Nová encyklopedie českých výtvarných umělců (Academia, 2006).
Vedle toho působí jako nezávislý kurátor. Připravil retrospektivy Jindřicha Štreita (Slovenská národní galerie, Bratislava 2006, Dům U Kamenného zvonu, GHMP, 2007) nebo Viktora Koláře (Galerie Starmach, Krakov, 2009), kurátorské výstavy Marginální architektura (Umělecké centrum Lodź, Mezinárodní fotografický festival, 2005), Odpojeno/Spojeno (Centre for Central European Architecture, Praha, 2005), I Image (s Lászlem Gergelym, Krzysztofem Czandrowiczem a Lucií Lendelovou, Dorottya Gallery, Budapešť, 2005), Via Lucis. Fotografie české společnosti (České centrum, Brusel; Dům umění, Bratislava, 2009; Národní muzeum fotografie Jindřichův Hradec, 2010) nebo Nový život/Nový dokument (s Vladimírem Birgusem, Praguebiennale 2009), Tenkrát na Východě (s Vladimírem Birgusem, Dům U Kamenného zvonu, GHMP, Praha 2009), Andreas Feininger: That's Photography (Dům U Kamenného zvonu, GHMP, Praha 2011), Romantický konstrukt (s Danielou Dostálkovou, Praguebiennale 2011), Fotografie jako fotografie (komunikační prostor Školská 28, Praha 2011), Dagmar Hochová: Akrobat na glóbu života (Leica Gallery Prague, 2011) nebo 1989 (Veletržní palác Národní galerie, Praha 2019).
Pravidelně publikuje v časopisech Ateliér, Fotograf, Imago, Camera Austria, Photonews, Reflex, Flash Art.
Je rovněž provozovatelem malého výběrového nakladatelství PositiF.

## Fotografická tvorba
Ve vlastní tvorbě vytvářel obrazově působivé momentky, kde se soustředil na specifický region Hlučínska (Pomezí, 1994-1997) nebo sledoval mezilidské vztahy v uzavřených komunitách vesnic, malých měst, klášterů a věznic Ostrovy (1996-2002). Později sledoval vstup globální firemní kultury nadnárodních společností do českého prostředí (Look at the Future, 2001-2006).
Vedle toho vytvářel ateliérové studie na velkoformátové negativy a akce, kde přeinterpretovával dílo Jana Svobody a reflektoval konvence zobrazování a fotografického média (1994-1999). V následujících letech na tyto aktivity navázalo několik projektů, pohrávajících si s kontextuálními odkazy na vizuální strategie krajinářské fotografie - Majitelé hradů (2002-2005), Hrady a zámky ČR (2004-2005, 2009), Krajinky.jpg (2002-2005), Bezúčelná procházka (2004-2008) a Mimo hru (2005-2010). Tomáš Pospěch zde reagoval na vizuální stereotypy, narušoval hranice tradiční dokumentární nebo sportovní fotografie a žánru krajiny.
Některé tyto projekty jsou publikovány v knihách Lidé Hlučínska 90. let 20. století (1999), Lidé v obrazech (2001), Ohraničení (2002), Last&Lost, Bezúčelná procházka (2010).

## Výstavy a sbírky

### Samostatné výstavy (výběr)
- 1995 – Hranice, Zátiší, Městské muzeum a galerie, Gotický sál.
- 1997 – Ostrava, Dilema věcí, (s Milanem Knížetem), Galerie Opera, Divadlo Jiřího Myrona.
- 1997 – Opava, Dilema věcí, (s Milanem Knížetem), Kabinet fotografie Slezského zemského muzea.
- 1997 – Praha, Pomezí – Lidé Hlučínska 90. let 20. století, Galerie Velryba.
- 1998 – Brno, Fotografie 1994-1998, Místodržitelský palác, Moravská galerie Brno.
- 1998 – Rožnov pod Radhoštěm, Zátiší, Galerie MK.
- 1999 – Hranice, Ostrovy, (s Jarmilou Šimáňovou), Městské muzeum a galerie, Stará radnice.
- 2000 – Liberec, Ostrovy, Galerie Malá výstavní síň.
- 2000 – Brno, Ostrovy, Galerie Foma.
- 2000 – Olomouc, Ostrovy, Divadlo hudby.
- 2000 – Ústí nad Labem, Rok 1997, Státní vědecká knihovna.
- 2001 – Voorburg (Holandsko), „hranice“, Galerie Městské knihovny.
- 2001 – Hranice, Lidé v obraze, zámek.
- 2002 – Hranice, Ohraničení, galerie Synagoga, Městské muzeum a galerie.
- 2003 – Białystok (Polsko), Wyspy / Insels, Galeria Stotrzynaście.
- 2004 – Kladno, Amor fati, Malá galerie České spořitelny.
- 2004 – Kaunas (Litva), Look at the Future, Muzeum historie komunikací, fotografický festival Kaunas Photo Days.
- 2005 – Lodź (Polsko), Look at the Future, 4. mezinárodní fotografický festival.
- 2005 – Ostrava, Krajinky.jpg, Galerie Fiducia.
- 2006 – Opava, Look at the Future, Kabinet fotografie Domu umění v Opavě.
- 2006 – Praha, Krajinky.jpg, Galerie VŠUP.
- 2006 – Hradec Králové, Česká krajina, Galerie FOMA.
- 2007 – Lodź (Polsko), Krajinky.jpg, VI. mezinárodní fotografický festival.
- 2007 – Gdańsk (Polsko), Look at the Future, fotografický festival Transfotografia.
- 2007 – Liberec, Krajinky.jpg, Malá výstavní síň.
- 2007 – Blatná, Look at the Future, zámek, (fotografický festival).
- 2008 – Brno, Bezúčelná procházka, Galerie Artistů.
- 2008 – Pardubice, Zátiší, Galerie MK.
- 2008 – Cheb, Common Land, Galerie 4.
- 2009 – Vídeň (Rakousko), Common Land, Galerie na Pavlači.
- 2010 – Praha, Bezúčelná procházka, komunikační prostor Školská 28.
- 2011 – Ostrava, Bezúčelná procházka, Galerie Aréna.
- 2012 – Apeldoorn (Holandsko), Look at the Future, International Photo Festival GRID.

### Společné výstavy (výběr)
- 1995 – Praha, Výtvarníci kolem časopisu Divus, Bazar nábytku na Libeňském ostrově.
- 1996 – Praha, Nová jména PHP, (dokument), Pražský dům fotografie.
- 1996 – Praha, Nová jména PHP, (výtvarná část), Pražský dům fotografie.
- 1996 – Banja Luka (Srbsko), Nova imenia (Izložba češke fotografije), Národní univerzitní knihovna.
- 1996–1997 – Opava, 5/25 ITF, Kabinet fotografie Slezského muzea. Reprizováno: Divadlo Jiřího Myrona, Ostrava. Galerie 4, Cheb. Prostějov. Národní technické muzeum, Praha, Poznaň (Polsko), Cieszyn (Polsko).
- 1996 – Rožnov pod Radhoštěm Jindřich Štreit: Mikulovsko a studenti ITF z projektu Lidé Hlučínska 90. let 20. století, Galerie MK.
- 1996 – Praha, Nádraží Praha-Vysočany, výtvarníci kolem časopisu Divus.
- 1996–1997 – Uherské Hradiště, Ateliér Jindřicha Štreita, Foyer kina Hvězda. Reprizováno: Cheb, Košice (Slovensko), Humenné (Slovensko), Dobrš, Cieszyn (Polsko).
- 1996–1997 - Regensburg (Německo), Grenz-Bereiche / Na rozhraní. Reprízy: Mnichov (Německo), Český Krumlov, Augsburg (Německo).
- 1998 – Zlín, Zlín a jeho lidé. Městské divadlo Zlín. Repríza: Galerie Metro, Prostějov.
- 1998 – 1999 – Bratislava, Diplomové práce Institutu tvůrčí fotografie. Měsíc fotografie Bratislava. Reprízy: Divadlo Jiřího Myrona, Ostrava. Pražákův palác, Brno. Univerzita Würzburg (Německo), Obchodně-podnikatelská fakulta, Karviná.
- 1999 – Opava, Lidé Hlučínska 90. let XX. století, Kabinet fotografie Slezského zemského muzea. Repríza: Divadlo Jiřího Myrona, Ostrava.
- 1999–2000 – Bombaj (Indie), Vlastní prostor. Skupina Milan, Český konzulát. Reprízy: Český konzulát Dillí, Český konzulát Kapské Město (Jižní Afrika), Vilnius (Litva), Košice (Slovensko).
- 1999 – Praha, Czech Press Photo. Staroměstská radnice.
- 2000 – Brno, Hledání vlastního prostoru, Skupina Milan, Místodržitelský palác, Moravská galerie Brno.
- 2000 – 2001 - Praha, 1999-Fotografie české společnosti. Pražský hrad, Nejvyšší purkrabství. Reprízy: Galerie G4, Cheb. Český konzulát, Helsinki (Finsko). Galerie Fiducia, Ostrava.
- 2001 – Praha, Czech Press Photo, Staroměstská radnice.
- 2001 – Praha, Talentinum 2001, České centrum fotografie.
- 2001–2002 – Herten (Německo), Současná česká dokumentární fotografie, fotografický festival. Reprízy: Leverkusen (Německo), Dormagen (Německo).
- 2001–2002 – Opava, Pedagogové Institutu tvůrčí fotografie FPF SU v Opavě. Dům umění. Reprízy: Divadlo Jiřího Myrona, Ostrava, Dům kultury, Poznaň (Polsko).
- 2002 – Zlín, Zlín a jeho lidé (1997 – 2001). Městské divadlo Zlín.
- 2002 – Ústí nad Labem, Ústí nad Labem – Život města na soutoku dvou řek, kostel sv. Vojtěcha, Občanské sdružení 27/400. Reprizováno: Synagoga, Děčín.
- 2002 – Jindřichův Hradec, Zlatý fond. Jezuitská kolej, Národní muzeum fotografie.
- 2002–2003 – New York, Česká dokumentární fotografie, Leica Gallery New York. Reprízováno: Divadlo Jiřího Myrona, Ostrava.
- 2003 – Aleppo (Sýrie), 7th International Photography Gathering, (soubor Ostrovy).
- 2003–2004 Opava, Diplomové a klauzurní práce 1998 – 2003. Institut tvůrčí fotografie FPF SU v Opavě. Dům umění Opava. Reprizováno: 2004 - Ostrava, Divadlo Jiřího Myrona, Poznaň, Fotogaleria „pf“, Centrum Kultury „Zamek, Kaunas, Fuji Film Fotografijos galerija, Praha, Novoměstská radnice, Cheb, Galerie 4.
- 2004 – Moskva, Město v současné české dokumentární fotografii. Měsíc fotografie v Moskvě, duben - květen.
- 2004 – Kolín, Hudba a výtvarné umění, Regionální muzeum.
- 2004 – Praha, Czech Press Photo, Staroměstská radnice.
- 2005 – Lodź (Polsko), Marginální architektura, IV. mezinárodní fotografický festival.
- 2005 – Praha, Česká fotografie 20. století, Galerie hlavního města Prahy, Městská knihovna.
- 2005 – Hranice, Architektura bez architektů, Galerie Synagoga, Městské muzeum a galerie v Hranicích, 9. září – 23. října 2005.
- 2005 – Praha, Czech Press Photo, Křížová chodba Staroměstské radnice.
- 2005 – Brno, Frame 005, Místodržitelský palác, Moravská galerie Brno.
- 2006 – České Budějovice, Frame 005, Galerie Měsíc ve dne, únor, další reprízy: Bratislava, Frame 005, Středoevropský dům fotografie, duben – květen, Ostrava, Frame 005, Galerie Fiducia, červen – červenec.
- 2006 – Mnichov (Německo), Last&Lost, Literaturhaus, reprízy: Berlín, Neuenkirchen, Lausanne.
- 2006 – Opava, Absolventi (ITF FPF SU v Opavě), Dům umění.
- 2006 – Uherské Hradiště, Krajina v tvorbě pedagogů ITF, Letní filmová škola, Kino Hvězda.
- 2007 – Magdeburg (Německo), Last&Lost.
- 2007 – Berlín, Institut tvůrčí fotografie FPF SU v Opavě, Brotfabrik.
- 2007 – Lodź (Polsko), Prestrzeine. Mezinárodní fotografický projekt, Art Lodz Center, Polsko.
- 2007 – Brno, FRAME007, Dům umění.
- 2008 – Neu-Ulm (Německo), Last&Lost, Edwin-Scharff-Haus, reprízy: Halle, Agricultural Institute, Potsdam, Last&Lost, European Month of Photography in Berlin; Essen, Zeche Zollverein Schacht.
- 2008 – Opava, Opava, Dům umění.
- 2008 – Brno, Milan u Evžena, Galerie Artistů.
- 2008 – Bruntál, Magie české fotografie, Muzeum v Bruntále, zámek Bruntál.
- 2008 – Liptovský Mikuláš, Work, Dům fotografie.
- 2008 – Reggio Emilia, The core of Industry, Photofestival Fotografia Europea, Itálie.
- 2008 – Praha, Czech Press Photo, Staroměstská radnice.
- 2009 – Bonn, Czech Photography of the 20th Century, Kunsthalle, Německo.
- 2009 – Praha, Urbanity, Twenty Years Later, Kampa, reprízy: Vídeň, Budapešť, Bratislava, Varšava, Berlín, Ljubljana.
- 2009 – Brno, Fotojatka, reprízy: České Budějovice, Praha.
- 2009 – Lille, Projet Frontieres, Transphotographiques.
- 2009 – Praha, L.A.F., Žofín, Fórum 2000.
- 2010 – Praha, L.A.F., Francouzský institut.
- 2010 – Bratislava, Taken Off, Středoevropský dům fotografie.
- 2012 – Liptovský Mikuláš, Terénní výzkum, Dům fotografie.
- 2012 – Olomouc, Civilizované iluze, Muzeum umění.

### Fotografické projekty
- Fotografie (1994–1999)
- Pomezí (z projektu Lidé Hlučínska 90. let XX. století, 1994–1997)
- Ostrovy (1996–2002)
- Look at the Future (2001-2006)
- Hrady a zámky České republiky (2002-2006)
- Majitelé hradů (2004-2005)
- Krajinky.jpg (2002-2005)
- Neděle (2004-2008)
- Bezúčelná procházka (2004-2008)
- Mimo hru (2005-2010)
- Urbanity (2009)
- Slušovice. Tady by chtěl žít každý (2009-2012)
- Třetí strana fotografie (2010-2012)

### Zastoupení ve sbírkách
- Uměleckoprůmyslové museum, Praha
- Muzeum umění, Olomouc
- Národní muzeum fotografie, Jindřichův Hradec
- Muzeum jihovýchodní Moravy, Zlín
- Afga-Gevaert AG, Leverkusen, Německo
- Adalbert Stifter Verein München, Německo
- Lumen Gallery, Budapešť
- Łódź Art Center, Polsko

### Ocenění
- 1999 – Czech Press Photo, 2. cena – reportážní soubor
- 2005 – Frame005, 2. cena, kategorie: Komunikace
- 2006 – YPU, finalista evropské ceny
- 2006 – Sittcomm Award 2006, hlavní cena

### Členství v odborných sdruženích
- Pražský dům fotografie, (2004-2006 člen správní rady, od roku 2008 Fotofórum)
- Sdružení výtvarných kritiků a teoretiků
- Syndikát novinářů ČR
- ArchiF, občanské sdružení pro přesahy fotografie
- MIMO, sdružení pro umění a fotografii